# Круз, Найло
На́йло Кру́з (англ. Nilo Cruz; род. 10 октября 1960, Матансас, Куба) — американский драматург кубинского происхождения. Лауреат Пулитцеровской премии 2003 года в номинации «Лучшая драма» за пьесу «Анна в тропиках» (2002). Он стал первым латиноамериканским писателем, удостоенным этой премии.

## Биография
Родился в Матансасе 10 октября 1960 года в семье Найло и Тины Круз. В 1969 году, вместе с семьёй, эмигрировал в США, где поселился в квартале Маленькая Гавана в Майами. Окончив школу, обучался актёрскому мастерству в Общественном колледже Майами-Дейд у Терезы Марии Рохас, затем в Нью-Йорке, где был учеником Марии Ирен Форнес. В 1994 году завершил образование в Университете Брауна, где обучался у Полы Воджел, защитив степень магистра изобразительных искусств.
В 1994 году написал свою первую пьесу «Танец на её коленях». В последующие годы им было написано большое число других пьес, которые сделали его самым играемым американским драматургом кубинского происхождения. В своих драмах он всегда обращается к кубинскому культурному наследию, даже если сюжет в них не имел отношения к родине драматурга. В 2001 году Круз стал драматургом театра Корал-Габлес.
Его пьеса «Анна в тропиках» получила Пулитцеровскую премию в 2003 году. Она была написана по заказу театра Корал-Габлес. Бродвейская постановка пьесы получила две номинации на премию Тони. Его драмы ставились на сценах Нью-Йоркского общественного театра, театра-студии в Вашингтоне, театра Пасадены и театра Ли Страсберга в Лос-Анджелесена, их играли на Шекспировском фестивале в Орегоне.
Круз является заслуженным профессором Университета Майами. Преподает драму в Йельском университете, а также в университетах Айовы и Брауна. Сотрудничает с  композитором Габриэлой Леной Фрэнк. Он написал цикл песен для Даун Апшоу, Сентинел и Доув. В настоящее время живет в Майами и Нью-Йорке.

## Сочинения
- «Изысканная агония» (англ. Exquisita Agonía, 2018)
- «Купание в лунном свете» (англ. Bathing in Moonlight, 2016)
- «Низким голосом» (англ. Soto Voce, 2014)
- «Ураган» (англ. Hurricane, 2010)
- «Цвет желания» (англ. The Color of Desire, 2010)
- «Гавана» (англ. Beauty of the Father, 2009) — мюзикл
- «Красота отца» (англ. Havana, 2006)
- «Капричо» (англ. Capricho, 2003)
- «Лорка в зелёном платье» (англ. Lorca in a Green Dress, 2003)
- «Анна в тропиках» (англ. Anna in the Tropics, 2002)
- «Гортензия и музей мечты» (англ. Hortensia and the Museum of Dreams, 2001)
- «Велосипедный край» (англ. A Bicycle Country, 1999)
- «Две сестры и пианино» (англ. Two Sisters and a Piano, 1998)
- «Парк в нашем доме» (англ. A Park in Our House, 1995)
- «Ночной поезд до Болины» (англ. Night Train to Bolina, 1995)
- «Танец на её коленях» (англ. Dancing on Her Knees, 1994)